# Бонштеттен (Цюрих)
Бонштеттен (нем. Bonstetten ZH) — коммуна в Швейцарии, в кантоне Цюрих.
Входит в состав округа Аффольтерн. Население составляет 4794 человека (на 31 декабря 2007 года). Официальный код — 0003.

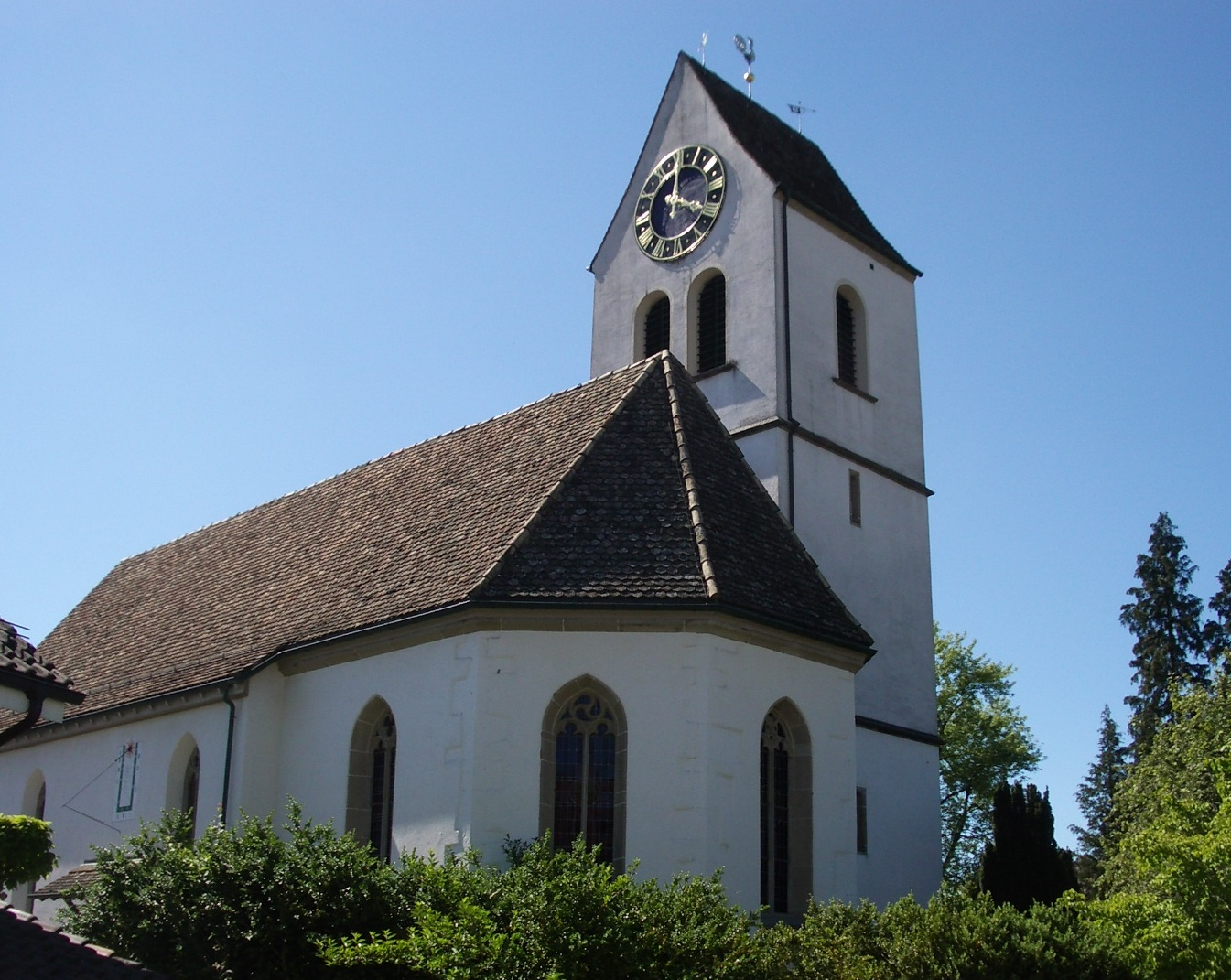
Церковь

ZH